# Arcybiskupi Salzburga

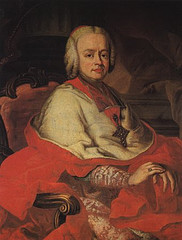
Sigismundus Christoph von Schrattenbach, arcybiskup Salzburga w latach 1753–1771

Lista biskupów i arcybiskupów rzymskokatolickiej diecezji i archidiecezji salzburskiej. Od XIV w. do 1803 r. byli równocześnie władcami Arcybiskupstwa Salzburga i  książętami Rzeszy.
- Maximus z Salzburga, zm. 476.
- św. Rupert ok. 698–ok. 718
- Vitalis
- Erkenfried
- Ansologus
- Ottokar
- Flobrigis
- Johann I
- Wirgiliusz z Salzburga
- Arno z Salzburga 784–821
- Adalram 821–836
- Leutram 836–859
- Adalwin 859–873
- Adalbert I 873
- Dietmar I 873–907
- Pilgrim I 907–923
- Adalbert II 923–935
- Egilholf 935–939
- Herhold 939–958
- Friedrich I 958–991
- Hartwig 991–1023
- Günther 1024–1025
- Dietmar II 1025–1041
- Baldwin 1041–1060
- Gebhard z Salzburga 1060–1088
- Thiemo 1090–1101
- Konrad I von Abensberg 1106–1147
- Eberhard I von Hilpolstein-Biburg 1147–1164
- Konrad Babenberg 1164–1168
- Wojciech Przemyślida 1168–1177
- Konrad von Wittelsbach 1177–1183
- Wojciech Przemyślida 1183–1200
- Eberhard II von Truchsees 1200–1246
- Bernhard I von Ziegenhain 1247
- Philipp z Karyntii 1247–1256
- Ulrich von Sekau 1256–1265
- Władysław wrocławski 1265–1270
- Friedrich II von Walchen 1270–1284
- Rudolf von Hoheneck 1284–1290
- Konrad IV von Breitenfurt 1291–1312
- Weichard von Pollheim 1312–1315
- Friedrich III von Liebnitz 1315–1338
- Heinrich Pyrnbrunner 1338–1343
- Ordulf von Wiesseneck 1343–1365
- Pilgrim II von Pucheim 1365–1396
- Gregor Schenk von Osterwitz 1396–1403
- Eberhard III von Neuhaus 1403–1427
- Eberhard IV von Starhemberg 1427–1429
- Johann II von Reichensperg 1429–1441
- Friedrich IV Truchsees von Emmerberg 1441–1452
- Sigismund I von Volkersdorf 1452–1461
- Burkhard von Weisbriach 1461–1466
- Bernhard II von Rohr 1466–1482
- Bernhard III Peckenschlager 1482–1489
- Friedrich V von Schaumberg 1489–1494
- Sigismund II von Hollenegg 1494–1495
- Leonhard von Keutschach 1495–1519
- Matthäus Lang von Wellenburg 1519–1540
- Ernest Bawarski 1540–1554
- Michael von Kuenburg 1554–1560
- Johann Jakob Kuen von Belasy 1560–1586
- Georg von Kuenburg 1586–1587
- Wolf Dietrich von Raitenau 1587–1612
- Markus Sittikus von Hohenems 1612–1619
- Paris von Lodron 1619–1653
- Guidobald von Thun 1654–1668
- Maximilian Gandolph von Künburg 1668–1687
- Johann Ernst von Thun 1687–1709
- Franz Anton von Harrach zu Rorau 1709–1727
- Leopold Anton von Firmian 1727–1744
- Jakob Ernst von Liechtenstein-Kastelkorn 1744–1747
- Andreas Jakob von Dietrichstein 1747–1753
- Sigismund III von Schrattenbach 1753–1771
- Hieronymus von Colloredo 1772–1812
- Sigmund Christoph von Waldburg zu Zeil und Trauchburg 1812–1814
- Augustin Johann Joseph Gruber 1823–1835
- Friedrich Josef von Schwarzenberg 1835–1850
- Maximilian Joseph von Tarnóczy 1850–1876
- Franz de Paula Albert Eder 1876–1890
- Johann Evangelist Haller 1890–1900
- Johannes Baptist Katschthaler 1900–1914
- Balthasar Kaltner 1914–1918
- Ignaz Rieder 1918–1934
- Sigismund Waitz 1934–1941
- Andreas Rohracher 1943–1969
- Eduard Macheiner 1969–1972
- Karl Berg 1972–1988
- Georg Eder 1988–2002
- Alois Kothgasser 2002-2013
- Franz Lackner 2013-nadal